# Rasetaire

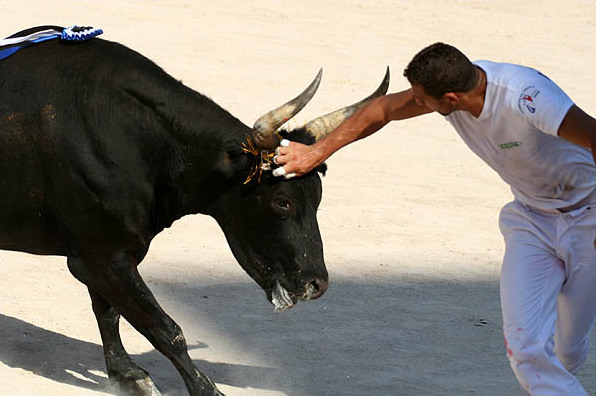
Cocardier i rasetaire en la 75a Cocarde d'or

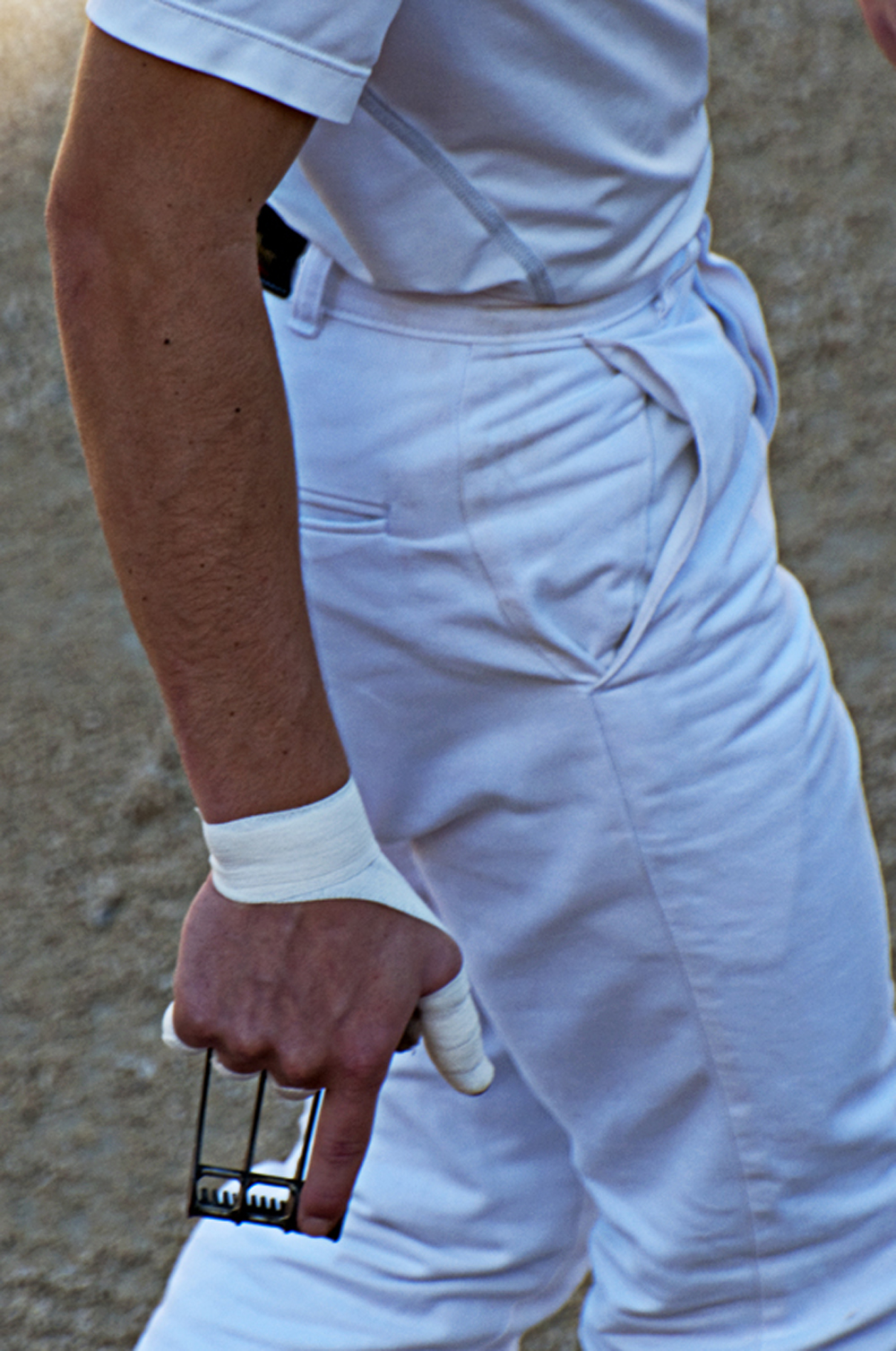
Rasetaire proper a desafiar el toro

Els rasetaires (en francès, raseteurs) són els principals protagonistes de la correguda camarguesa. En general, s'enfronten amb dos, tres o més cocardiers, bou castrat animat i llum, que està tractant d'eliminar els atributs guanyadors que adornen el cap. Realitzen una sèrie de rasets molt variats, que els permeten moure l'animal. Estan assistits pels viraires.

## Història
Anteriorment, els rasetaires eren reclutats entre els treballadors estacionals o descastats de la societat rural. Amb l'aparició de les escoles taurines en els anys 1980 a les zones adjacents del país dels bouvino amb, també, el creixement suburbà i la taxa d'immigració, trobem cada vegada més joves rasetaires de famílies immigrants. Alguns ja s'han fet nom com Sabri Allouani de l'escola taurina de Vendargues.
Si la cursa camarguesa és menys perillosa per a l'home que la corrida, el fet és que pot haver-hi lesions practicant aquest esport a un nivell molt alt.
En el segle xix hi va haver morts entre els rasetaires com a conseqüència d'una aportació de sang espanyola a la raça camarguesa. Aquest va ser el cas de Rossi, mort a l'amfiteatre d'Arle en 1883 per « Boucabèu », del manado (ramat) de Joseph Yonnet. En 1886 Louis Robert va morir sota les banyes de « Méfiez-vous » a Nimes. Això va portar a recodificar la cursa lliure i ha advocat per un retorn a la selecció de toros de la Camarga.

## L'esportista
El rasetaire és, abans que res, un atleta que es dedica principalment a escoles taurines com l'escola dels rasetaires d'Arles, com la de Sant Romieg o la de Lunèl. Hom pot també esmentar l'escola taurina de Vendargues, de la que va sortir el campió Sabri Allouani. Ben entrenat, el rasetaire ha de ser ràpid per a la cursa i és capaç de burlar la vigilància del cocardier més ràpid.
Els rasetaires usen un vestit blanc: peces de punt, pantalons i sabatilles d'esport, algunes estan planificades i altres estan disponibles de franc. El màxim és de setze rasetaires per cursa. El seu nom està escrit en negre a la part posterior del teixit.
No s'aclama mai els rasetaires, sinó únicament als animals. Es divideixen en destres o esquerrans segons la mà en què ostenten el seu gafet. Quan criden al toro, usem el mateix terme que a la tauromàquia clàssica: cita l'animal que corre.